# Усть-Курашим
Усть-Курашим — деревня в Пермском районе Пермского края России.
Входит в состав Пермского муниципального округа. В 2004—2022 годах входило всостав Платошинского сельского поселения Пермского муниципального района.

## Географическое положение
Усть-Курашим расположена на правом берегу реки Бабки, напротив места впадения в неё реки Курашимовки, примерно в 4 км к востоку от административного центра поселения, села Платошино. Рядом с деревней проходит ветка Пермь — Екатеринбург. Ближайший остановочный пункт СНТ Вита находится в 2,5 км к западу от Усть-Курашима. 

## Население
| 2010 |
| ---- |
| 21   |

## Улицы
- Центральная
- Весенняя
- Дачная
- Луговая
- Зелёная

## Топографические карты
- Лист карты O-40-90 Кунгур. Масштаб: 1 : 100 000. Состояние местности на 1988 год. Издание 1990 г.